# Лефур
Лефу́р (фр. Laifour) — коммуна во Франции, находится в регионе Шампань — Арденны. Департамент коммуны — Арденны. Входит в состав кантона Монтерме. Округ коммуны — Шарлевиль-Мезьер.
Код INSEE коммуны — 08242.
Коммуна расположена приблизительно в 210 км к северо-востоку от Парижа, в 110 км севернее Шалон-ан-Шампани, в 16 км к северу от Шарлевиль-Мезьера.

## Население
Население коммуны на 2008 год составляло 515 человек.
| 1962 | 1968 | 1975 | 1982 | 1990 | 1999 | 2008 |
| ---- | ---- | ---- | ---- | ---- | ---- | ---- |
| 682  | 768  | 757  | 691  | 584  | 568  | 515  |

## Экономика
В 2007 году среди 332 человек в трудоспособном возрасте (15—64 лет) 235 были экономически активными, 97 — неактивными (показатель активности — 70,8 %, в 1999 году было 62,4 %). Из 235 активных работали 181 человек (109 мужчин и 72 женщины), безработных было 54 (23 мужчины и 31 женщина). Среди 97 неактивных 24 человека были учениками или студентами, 33 — пенсионерами, 40 были неактивными по другим причинам.

## Фотогалерея
- Река Мёз вблизи Лефура
- Лефур
- Автодорожный мост
- Железнодорожный мост